# 24. јун
24. јун (24.6.) је 175. дан године по грегоријанском календару (176. у преступној години). До краја године има још 190 дана.

## Догађаји
- 474 — Јулије Непот је присилио римског узурпатора Глицерија да абдицира и прогласио је себе царем Западног римског царства.
- 1340 — У бици код Слија, енглеска флота под вођством Едварда III је скоро потпуно уништила француске поморске снаге.
- 1497 — Енглески морепловац Џон Кабот се искрцао у Њуфаундленду у првој европској експедицији од времена Викинга и прогласио га поседом Енглеске.
- 1509 — Хенри VIII, други монарх из династије Тјудор, крунисан је за краља Енглеске. Током владавине раскинуо је са Ватиканом и 1534. основао Англиканску цркву.
- 1529 — Склапањем мира у Капелу завршен је рат између протестаната и католика у Швајцарској.
- 1793 — У Француској је усвојен први републикански устав којим је извршна власт подређена скупштини.
- 1812 — Трупе Наполеона Бонапарте (611.000 војника) прешле су реку Њемен и ушле на територију Русије.
- 1821 — Симон Боливар је са 8.000 јужноамеричких родољуба победио 4.000 шпанских ројалиста у бици код Карабобоа и ослободио Венецуелу од шпанске власти.
- 1822 — Формирано је прво београдско обшчество (општина). Обшчество је бирало варошког кнеза, а кнез Милош Обреновић је именовао полицајце и кметове.
- 1859 — Наполеон III је потукао Аустријанце у бици код Солферина у Ломбардији. Швајцарац Жан Анри Динан, који је тада организовао помоћ за хиљаде рањеника, основао је 1864. Црвени крст.
- 1882 — Завршен шаховски турнир у Бечу победом Вилхелма Штајница.
- 1894 — Италијански анархиста Санто Касерио убио је у Лиону председника Француске Мари Франсоа Сади Карноа.
- 1901 — У Паризу је отворена прва изложба 19-годишњег шпанског сликара Пабла Пикаса, која је одушевила ликовне критичаре.
- 1912 — На Олимпијске игре у Стокхолму отпутовала је прва српска олимпијска екипа, атлетичари Душан Милошевић и Драгутин Томашевић. Тиме је озваничено чланство Србије у Међународном олимпијском комитету, чији је члан постао Светомир Ђукић.
- 1916 — Почела је битка на Соми у Првом светском рату. Након пет месеци, колико су трајале борбе, снаге Антанте освојиле су око 200 km² територије уз губитке преко милион људи на обе стране.
- 1945 — Парада победе у Москви 1945.
- 1947 — Један амерички пилот изјавио је да је на небу видео необичан предмет који је описао као „тањир који лети кроз воду“. После овог догађаја почео је да се користи термин „летећи тањир“.
- 1948 — У покушају да спрече обнављање немачке државе на простору који су држали западни савезници, совјетске трупе су почеле блокаду Западног Берлина заустављањем друмског и железничког саобраћаја према том граду. Током 300 дана, колико је блокада трајала, град је снабдеван преко ваздушног моста.
- 1960 — Југославија, Грчка и Турска су распустиле Балкански савез, заснован на Уговору о савезу, политичкој сарадњи и узајамној помоћи закљученом на Бледу 8. августа 1954.
- 1973 — Најстарији светски државник Емон де Валера дао је у 90. години оставку на функцију председника Ирске, на којој је био од 1959.
- 1975 — У близини њујоршког аеродрома „Кенеди“ срушио се авион „Боинг 727“ америчке компаније „Истерн ерлајнс“. Погинуло је 113 људи од 124 колико их је било у летелици.
- 1989 — Смењен је генерални секретар Комунистичке партије Кине Џао Цијанг, јер се противио употреби силе против студената на тргу Тјенанмен 4. јуна. На његово место изабран је Ђанг Цемин.
- 2001 —
  - Југословенска ватерполо репрезентација постала је шампион Европе.
  - У операцијама руских снага безбедности у Чеченији убијен је вођа чеченских побуњеника Арби Барајев.
  - Слободан Милошевић осудио је Уредбу владе СРЈ која омогућава његово изручење Хашком трибуналу и назвао је „правним дивљаштвом без преседана“.
- 2002 —
  - Председник СР Југославије Војислав Коштуница сменио је начелника Генералштаба Војске Југославије генерала Небојшу Павковића.
  - У железничкој несрећи у Танзанији на линији Дар ес Салам-Кигома погинула је 281 особа.
- 2003 — Председник Русије Владимир Путин допутовао је у Лондон у четвородневну посету Великој Британији, где је био званични гост Бакингемске палате. Путин је први руски лидер који је дошао у посету краљевству после 1874. када је на двору био руски цар Александар II. Британски двор је држао замрзнуте односе са Москвом у знак протеста што су бољшевици 1918. убили руског цара Николаја II.
- 2004 — Међународни кривични суд у Хагу саопштио је да ће се прва званична истрага тог суда усредсредити на ратне злочине почињени током десетогодишњег грађанског рата у Демократској Републици Конго (бивши Заир) од јула 2002. године, када је ступио на снагу Римски статут којим је суд основан.
- 2010 — Након три дана игре, на турниру у Вимблдону завршен је убедљиво најдужи меч у историји професионалног тениса у којем је Американац Џон Изнер победио Француза Николу Махија резултатом 70:68 у гемовима, у петом сету.
- 2016 — Британци су се тесном већином од 51,89% — 48,11% на референдуму изјаснили за излазак Уједињеног Краљевства из Европске уније.

## Рођења
- 1386 — Јован Капистран, фрањевачки монах, теолог, инквизитор и проповедник. (прем. 1456)
- 1532 — Роберт Дадли, енглески државник и племић. (прем. 1588)[1]
- 1883 — Виктор Франц Хес, аустријско-амерички физичар, добитник Нобелове награде за физику (1936). (прем. 1964)[2]
- 1909 — Вилијам Џорџ Пени, енглески атомски физичар и математичар. (прем. 1991)[3]
- 1911 — Ернесто Сабато, аргентински књижевник, есејиста, физичар и филозоф. (прем. 2011)[4]
- 1911 — Хуан Мануел Фанхио, аргентински аутомобилиста, возач Формуле 1. (прем. 1995)[5]
- 1927 — Мартин Луис Перл, амерички физичар, добитник Нобелове награде за физику (1995). (прем. 2014)[6]
- 1930 — Клод Шаброл, француски редитељ, сценариста, продуцент и глумац. (прем. 2010)[7]
- 1944 — Џеф Бек, енглески музичар (гитариста). (прем. 2023)[8]
- 1947 — Питер Велер, амерички глумац и историчар уметности.[9]
- 1963 — Предраг Радосављевић, српско-амерички фудбалер и фудбалски тренер.[10]
- 1967 — Рихард Цвен Круспе, немачки музичар, најпознатији као суоснивач и гитариста групе [11]
- 1967 — Јанез Лапајне, словеначки редитељ.[12]
- 1972 — Роби Макјуен, аустралијски бициклиста.[13]
- 1976 — Данијел Сантијаго, америчко-порторикански кошаркаш.[14]
- 1978 — Емпу Вуоринен, фински музичар, најпознатији као суоснивач и гитариста групе Nightwish.[15]
- 1978 — Шунсуке Накамура, јапански фудбалер.[16]
- 1978 — Даница Тодоровић, српска глумица.[17]
- 1982 — Наташа Душев-Јанић, мађарска кајакашица.[18]
- 1984 — Џеј Џеј Редик, амерички кошаркаш.[19]
- 1985 — Таж Гибсон, амерички кошаркаш.[20]
- 1985 — Крунослав Симон, хрватски кошаркаш.[21]
- 1986 — Соланж Ноулс, америчка музичарка, музичка продуценткиња, уметница перформанса и глумица.[22]
- 1986 — Бојана Стаменов, српска музичарка.[23]
- 1987 — Лионел Меси, аргентински фудбалер.[24]
- 1992 — Давид Алаба, аустријски фудбалер.[25]
- 1994 — Огњен Дрењанин, српски глумац.[26]
- 1994 — Стефан Михајловић, српски фудбалер.[27]
- 1996 — Никола Васиљевић, српски фудбалски голман.[28]
- 1998 — Кој Стјуарт, амерички глумац.[29]

## Смрти
- 79 — Тит Флавије Веспазијан, римски цар, оснивач династије Флавија. (рођ. 9)[30]
- 1519 — Лукреција Борџија, војвоткиња од Фераре, кћерка папе Александра VI. (рођ. 1480)[31]
- 1798 — Рига од Фере (Фереос Константинос Ригас), грчки песник и родољуб. (рођ. 1757)
- 1860 — Жером Бонапарта је био најмлађи Наполеонов брат. (рођ. 1784)[32]
- 1872 — Димитрије Деметер, хрватски књижевни и позоришни делатник. (рођ. 1811)[33]
- 1897 — Милош Милојевић, српски историчар, полиглота, политичар и писац. (рођ. 1840)[34]
- 1908 — Стивен Гровер Кливленд, амерички државник. (рођ. 1837)[35]
- 1986 — Мирослав Антић, српски песник, новинар, писац филмских сценарија и радио-драма. (рођ. 1932)[36][37]
- 2009 — Оља Ивањицки је била позната српска сликарка и члан Удружења ликовних уметника Србије (УЛУС). (рођ. 1931)[38]
- 2011 — Томислав Ивић, хрватски фудбалски тренер. (рођ. 1933)[39]
- 2011 — Драган Капичић, југословенски кошаркаш (рођ. 1948)[40]

## Празници и дани сећања
- Српска православна црква слави:
  - Светог апостола Вартоломеја
  - Светог апостола Варнаву
  - Икону "Достојно јест"